# Skolhistorik i nuvarande Kalix kommun
Skolhistorik i nuvarande Kalix kommun visar i en tabell de skolor som funnits i området som utgör nuvarande Kalix kommun. 
| Namn                           | Ort             | Byggnaden             | Verksamhetens startår | Nedlagd                    | Noteringar |
| ------------------------------ | --------------- | --------------------- | --------------------- | -------------------------- | --- |
| Folkskolan                     | Kalix           | 1850-1990             | 1856                  | Okänt                      | Skolan var tidigare en klockargård i Kalix. 1856 började skolverksamheten och Robert Häggström från Piteå blev socknens första folkskollärare. |
| Björkfors lantbruksskola       | Björkfors       | Okänt                 | 1858                  | Okänt                      | |
| Ryssbälts gamla skola          | Ryssbält        | 1876-okänt            | 1876                  | 1934                       | 1934 flyttade verksamheten in till byns då nybyggda skola. |
| Pålänge gamla skola            | Pålänge         | 1881-okänt            | 1880                  | 1930                       | 1897 fick Pålänge en fast folkskola i byn vilket innebar att det fanns undervisning i byn varje år. 1930 invigdes den nya skolan och denna gamla byggnad blev Pålänge Folkets hus. I byggnaden finns idag (2021) en fri förskola och ett fritidshem.                                                                               |
| Kamlunge skola                 | Kamlunge        | 1887 - ej riven       | 1850                  | 1940-talet                 | Bygdegårdföreningen i byn bildades när skolan lades ned, och man övertog byggnaden. Byggnaden renoverades på 1990-talet. |
| Sangis folkskola               | Sangis          | 1888-1948             | 1881                  | 1948                       | Verksamheten bytte lokal till nuvarande Sangis skola år 1948. |
| Ryssbälts skola                | Ryssbält        | 1889 - ej riven       | 1889                  | 1981                       | 1934 flyttade verksamheten från Ryssbälts gamla skola till den då nyare skolan. Elevantalet var då 71 personer. Det har på senare år funnits kooperativ förskoleverksamhet. Skolan används idag som byastuga/samlingslokal. |
| Nederkalix Samrealskola        | Kalix           | 1899-1960-tal         | 1899                  | 1950-tal                   | Realskolan upphörde och försöksgymnasium infördes i den då nybyggda Manhemsskolan. På platsen finns idag Kalix Sportcity sedan 1960-talet. |
| Båtskärsnäs gamla skola        | Båtskärsnäs     | 1899                  | 1899                  | Okänt                      | Ersatt av Båtskärsnäs skola |
| Vånafjärdens skola             | Vånafjärden     | 1920                  | 1920                  | 1963                       | 1920 flyttades en timring från Risön till Vånafjärden. 1963 stängde man skolan och barnen fick gå i skola i Karlsborg istället. |
| Månsbyns skola                 | Månsbyn         | 1922-1969             | 1894                  | 1963                       | 1922 flyttades en timring från Övermorjärv till Månsbyn. Man byggde till en övervåning där mellan-och folkskolan höll till, medan småskolan fanns på nedre plan. 1963 överfördes eleverna till Innanbäckens skola. 1969 bedömdes skolbyggnaden vara i så pass dåligt skick att den revs. En lärarbostad finns kvar än idag (2017). |
| Västra Skolan (f.d folkskolan) | Kalix           | 1920-tal, ev tidigare | Okänt                 | Okänt                      | |
| Korpikå skola                  | Korpikå         | 1920~1968             | 1920                  | 1968                       | |
| Näsby folkskola                | Näsbyn          | 1920-tal              | 1920-tal              | Okänt                      | Ersattes av nuvarande Näsbyskolan. |
| Lilla Lappträsks skolhus       | Lilla Lappträsk | 1924                  | 1924                  | Okänt                      | Byggnaden fanns kvar 2017. |
| Kälsjärvs skola                | Kälsjärv        | 1925                  | 1925                  | 1954                       | Kyrkan var huvudman för Kälsjärvs skola fram till 1930-talet då kommunen tog över. Skolan lades ner 1954 och byggdes om till bostad. |
| Vallens skola                  | Vallen          | 1928- ej riven        | 1929                  | 1954                       | 1946 togs skolan över av kommunen. Skolan lades ned 1954, och byggnaden skänktes till byn som bygdegård. |
| Pålänge skola                  | Pålänge         | 1930- ej riven.       | 1930                  | 2011                       | |
| Bondersbyns skola              | Bondersbyn      | 1932                  | Okänt                 | Okänt, nedlagd             | |
| Grubbnäsuddens skola           | Grubbnäsudden   | 1932                  | 1932                  | Okänt, nedlagd.            | |
| Innanbäckens folkskola         | Innanbäcken     | 1933~2001             | 1933                  | 2001                       | Ersattes av nuvarande Innanbäckens skola. |
| Granåns skola                  | Granån          | 1934-1992             | 1934                  | 1964                       | 1964 fick barnen börja i Björkfors skola istället. 1992 brann fastigheten ner. |
| Björkfors skola                | Björkfors       | 1948 - ej riven.      | 1948                  | 2003                       | 1948 stod den nya skolan i Björkfors klar. 2003 stängdes den, och barnen fick gå skola i Sangis eller i Kalix. Skolbyggnaden såldes 2005. |
| Båtskärsnäs skola              | Båtskärsnäs     | Ej riven.             | Okänt                 | Nedlagd början 2000-talet. | Kommunen har sålt skolan till privatperson. |
| Björkfors gamla skola          | Björkfors       | Okänt                 | Okänt                 | 1948                       | |
| Morjärvs skola                 | Morjärv         | Finns kvar.           | Okänt                 | 2008                       | Kvarvarande eleverna övergick till Töreskolan 2008. |
| Bredvikens folkskola           | Bredviken       | Okänt                 | Okänt                 | Okänt, nedlagd             | |
| Västanäs skola                 | Morjärv         | - 2014                | Före 1968             | 1968                       | 2012 fick Kalix kommun köpa byggnaden. Under maj/juni 2014 revs byggnaden. |
| Törefors folkskola             | Törefors        | Okänt                 | 1930-tal eller innan  | Okänt                      | |
| Karlsborgs skola               | Karlsborg       | Troligen riven.       | 1948 eller innan.     | Senare än 1963             | |
| Risöns skola                   | Risön           | Finns kvar.           | 1950-tal eller innan  | Okänt, nedlagd             | Huset såldes i december 2017. 2018 planerades skolan att byggas om till hyreslägenheter för äldre. |
| Vitvattnets skola              | Vitvattnet      | Finns kvar.           | innan 2000-talet.     | 2008                       | Eleverna flyttades till Gammelgårdens skola 2008. |